# Karl Joseph Eberth
Karl Joseph Eberth, född 21 september 1835 i Würzburg, död 2 december 1926, var en tysk anatom och bakteriolog.
Eberth blev 1865 professor i Zürich, 1881-1911 var han professor i Halle. Eberth har författat ett flertal avhandlingar i anatomi och bakteriologi och upptäckte 1880 tyfusbacillen ungefär samtidigt med Robert Koch.